# Mark Tajmanov
Mark Jevgeňjevič Tajmanov (rusky: Марк Евгеньевич Тайманов, 7. února 1926 Charkov – 28. listopadu 2016 Petrohrad) byl ruský šachový velmistr a klavírní virtuóz.

## Život
Narodil se v Charkově v židovské učitelské rodině, od dětství žil v Leningradě. Projevoval mimořádný hudební talent, v roce 1936 hrál roli malého houslisty Janky ve filmu Beethovenův koncert. Vystudoval Petrohradskou konzervatoř, vystupoval jako klavírista, často i s manželkou Ljubov Brukovou, společně vydali také několik desek. Na šachových turnajích doprovázel na klavír šachistu Vasilije Smyslova, který svým barytonem přednášel písně a árie.

### Šachová kariéra
Během šachové kariéry vyhrál pětkrát mistrovství Leningradu, startoval na třiadvaceti mistrovstvích SSSR, mistrem se stal v roce 1956. Ve stejném roce byl členem sovětského týmu, který vyhrál šachovou olympiádu v Moskvě.
V letech 1953 a 1971 se zúčastnil Turnaje kandidátů, v roce 1955 byl akademickým mistrem světa. V roce 1961 vyhrál Dortmundské šachové dny, v roce 1970 turnaj ve Wijku aan Zee. Byl mezi deseti nejlepšími sovětskými šachisty, nominovanými roku 1970 k Utkání století SSSR – svět, na sedmé šachovnici získal proti Wolfgangu Uhlmannovi 3,5 bodu ze čtyř partií.
V roce 1971 mu byl odebrán titul zasloužilého mistra sportu a nesměl cestovat na Západ. Jeho vysokou prohru ve čtvrtfinále turnaje kandidátů s Bobbym Fischerem totiž funkcionáři pokládali za sabotáž mající za cíl poškodit prestiž sovětského šachu. Dalším důvodem byla i skutečnost, že u něj byla při celní prohlídce nalezena kniha Alexandra Solženicyna.
Byl členem Klubu Michaila Čigorina jako hráč, který během kariéry dokázal porazit šest mistrů světa: Michaila Botvinnika, Vasilije Smyslova, Michaila Tala, Tigrana Petrosjana, Borise Spasského a Anatolije Karpova.
Byl významným šachovým teoretikem, publikoval řadu odborných knih a vedl šachovou rubriku v časopise Ogoňok. Byl tvůrcem Tajmanovovy varianty Nimcovičovy indické obrany.

### Soukromý život
Ve věku 78 let se stal otcem dvojčat.